# Liste des matchs de l'équipe du Mozambique de football par adversaire
Cette liste présente les matchs de l'équipe du Mozambique de football par adversaire rencontré.
- Haut – A
- B
- C
- D
- E
- F
- G
- H
- I
- J
- K
- L
- M
- N
- O
- P
- Q
- R
- S
- T
- U
- V
- W
- X
- Y
- Z

## A

### Algérie
| Date            | Lieu               | Match                | Score | Compétition |
| 25 février 1986 | Alger, Algérie     | Algérie - Mozambique | 4-1   | amical      |
| 7 janvier 1996  | Maputo, Mozambique | Mozambique - Algérie | 1-0   | amical      |

Bilan
- Total de matchs disputés : 2
- Victoires de l'équipe du Mozambique : 1
- Victoires de l'équipe d'Algérie : 1
- Matchs nuls : 0

### Angola
| Date              | Lieu              | Match               | Score | Compétition                                 |
| 8 novembre 1980   | Luanda Angola     | Angola - Mozambique | 1-1   | Match amical                                |
| 23 juin 1985      | Maputo Mozambique | Mozambique - Angola | 0-3   | Match amical                                |
| 7 juillet 1985    | ???? Mozambique   | Mozambique - Angola | 3-2   | Match amical                                |
| 12 juillet 1985   | ???? Angola       | Angola - Mozambique | 1-0   | Match amical                                |
| 8 novembre 1985   | Luanda Angola     | Angola - Mozambique | 0-0   | Match amical                                |
| 13 avril 1989     | Luanda Angola     | Angola - Mozambique | 1-1   | Match amical                                |
| 6 mars 1990       | Maputo Mozambique | Mozambique - Angola | 2-1   | Match amical                                |
| 30 août 1990      | ???? Mozambique   | Mozambique - Angola | 0-2   | Match amical                                |
| 9 novembre 1990   | Luanda Angola     | Angola - Mozambique | 4-2   | Match amical                                |
| 8 janvier 1995    | Luanda Angola     | Angola - Mozambique | 1-0   | Qualifications pour la Coupe d'Afrique 1996 |
| 16 juillet 1995   | Maputo Mozambique | Mozambique - Angola | 2-1   | Qualifications pour la Coupe d'Afrique 1996 |
| 30 mars 1997      | Maputo Mozambique | Mozambique - Angola | 1-2   | Match amical                                |
| 20 juillet 1998   | Lilongwe Malawi   | Mozambique - Angola | 1-1   | Match amical                                |
| 25 juin 2002      | Maputo Mozambique | Mozambique - Angola | 1-1   | Match amical                                |
| 19 septembre 2004 | Maputo Mozambique | Mozambique - Angola | 0-1   | Match amical                                |

Bilan
- Total de matchs disputés : 15
- Victoires de l'équipe d'Angola : 7
- Victoires de l'équipe du Mozambique : 3
- Match nul : 5

### Cape Verde
| 11 Octobre 2014  | Maputo  | Mozambique- Cape Verde  | 2-0 | Qualifiquation CAN |
| ---------------- | ------- | ----------------------- | --- | ------------------ |
| 15 Octobre 2014  | Praia   | Cape Verde - Mozambique | 1-0 | Qualifiquation CAN |
| 18 Novembre 2019 | Praia   | Cape Verde - Mozambique | 2-2 | Qualifiquation CAN |
| 30 Mars 2021     | Maputo  | Mozambique- Cape Verde  | 0-1 | Qualifiquation CAN |
| 19 janvier 2024  | Abidjan | Cape Verde - Mozambique | 3-0 | CAN 2024 ( gr B )  |

## C

### Comores

#### Confrontations
Confrontations entre le Mozambique et les Comores :
|   | Date             | Lieu        | Match                | Score | Compétition                                                       |
| - | ---------------- | ----------- | -------------------- | ----- | ----------------------------------------------------------------- |
| 1 | 9 octobre 2010   | Mitsamiouli | Comores - Mozambique | 0-1   | Qualifications à la Coupe d'Afrique des nations 2012 (gr. C)      |
| 2 | 8 octobre 2011   | Maputo      | Mozambique - Comores | 3-0   | Qualifications à la Coupe d'Afrique des nations 2012 (gr. C)      |
| 3 | 11 novembre 2011 | Mitsamiouli | Comores - Mozambique | 0-1   | Éliminatoires de la Coupe du monde 2014 : zone Afrique (1er tour) |
| 4 | 15 novembre 2011 | Maputo      | Mozambique - Comores | 4-1   | Éliminatoires de la Coupe du monde 2014 : zone Afrique (1er tour) |
| 5 | 29 mai 2018      | Polokwane   | Mozambique - Comores | 3-0   | Coupe COSAFA 2018 (gr. A)                                         |

#### Bilan
Au 17 avril 2019 :
- Total de matchs disputés : 5
- Victoires du Mozambique : 5
- Matchs nuls : 0
- Victoires des Comores : 0
- Total de buts marqués par le Mozambique : 12
- Total de buts marqués par les Comores : 1

### Egypte
| Date            | Lieu     | Match                | Score | Compétition             |
| --------------- | -------- | -------------------- | ----- | ----------------------- |
| 13 Mars 1986    | Le Caire | Égypte vs Mozambique | 2-0   | CAN 1986                |
| 9 Février 1998  | Le Caire | Égypte vs Mozambique | 2-0   | CAN 1998                |
| 16 Janvier 2010 | Le Caire | Égypte vs Mozambique | 2-0   | CAN 2010                |
| 31 Mai 2012     | Le Caire | Égypte vs Mozambique | 2-0   | Qualification FIFA 2014 |
| 16 Juin 2013    | Maputo   | Mozambique vs Égypte | 0-1   | Qualification FIFA 2014 |
| 14 Janvier 2024 | Abidjan  | Égypte vs Mozambique | 2-2   | CAN 2024 ( Groupe B )   |

## Ghana
| Date            | Lieu    | Match              | Score | Compétition            |
| --------------- | ------- | ------------------ | ----- | ---------------------- |
| 24 Mars 2016    | Accra   | Ghana - Mozambique | 3-1   | CAN 2017 Qualification |
| 27 Mars 2016    | Maputo  | Mozambique - Ghana | 0-0   | CAN 2017 Qualification |
| 22 Janvier 2024 | Abidjan | Mozambique - Ghana | 2-2   | CAN 2024 ( Gr B )      |

### Maurice
| Date              | Lieu       | Match                | Score         | Compétition                                     |
| 16 septembre 1984 | Maurice    | Maurice - Mozambique | 0-0           | Qualifications Coupe d'Afrique des nations 1986 |
| 30 septembre 1984 | Mozambique | Mozambique - Maurice | 3-0           | Qualifications Coupe d'Afrique des nations 1986 |
| 26 janvier 1997   | Mozambique | Mozambique - Maurice | 3-0           | Qualifications Coupe d'Afrique des nations 1998 |
| 13 juillet 1997   | Maurice    | Maurice - Mozambique | 1-3           | Qualifications Coupe d'Afrique des nations 1998 |
| 30 avril 2006     | Lesotho    | Mozambique - Maurice | 0-0 (4-5 tab) | Coupe COSAFA 2006                               |

## P

### Portugal
| Date         | Lieu                         | Match                 | Score | Compétition  |
| 19 août 1998 | Ponta Delgada Portugal       | Portugal - Mozambique | 2-1   | Match amical |
| 8 juin 2010  | Johannesbourg Afrique du Sud | Portugal - Mozambique | 3-0   | Match amical |

#### Bilan
- Total de matchs disputés : 2
- Victoires de l'équipe du Portugal : 2
- Victoires de l'équipe du Mozambique : 0
- Match nul : 0

## R

### République centrafricaine

#### Confrontations
Confrontations entre la République centrafricaine et le Mozambique :
|   | Date             | Lieu   | Match                                  | Score | Compétition                                                  |
| - | ---------------- | ------ | -------------------------------------- | ----- | ------------------------------------------------------------ |
| 1 | 9 septembre 2002 | Bangui | République centrafricaine - Mozambique | 1-1   | Qualifications à la Coupe d'Afrique des nations 2004 (gr. 4) |
| 2 | 22 juin 2003     | Maputo | Mozambique - République centrafricaine | 1-0   | Qualifications à la Coupe d'Afrique des nations 2004 (gr. 4) |

#### Bilan
Au 19 avril 2019 :
- Total de matchs disputés : 2
- Victoires de la République centrafricaine : 0
- Matchs nuls : 1
- Victoires du Mozambique : 1
- Total de buts marqués par la République centrafricaine : 1
- Total de buts marqués par le Mozambique : 2

## S

### Sénégal
| Date             | Lieu     | Match                | Score | Compétition                                           |
| 10 mars 1986     | Le Caire | Sénégal - Mozambique | 2-0   | CAN 1986 (1er tour)                                   |
| 25 octobre 1992  | Maputo   | Mozambique - Sénégal | 0-1   | Qualifications pour la coupe du monde 1994 (1er tour) |
| 30 janvier 1993  | Dakar    | Sénégal - Mozambique | 6-1   | Qualifications pour la coupe du monde 1994 (1er tour) |
| 2 septembre 2006 | Dakar    | Sénégal - Mozambique | 2-0   | Qualifications pour la CAN 2008                       |
| 17 juin 2007     | Matola   | Mozambique - Sénégal | 0-0   | Qualifications pour la CAN 2008                       |

Bilan
- Total de matchs disputés : 5
- Victoires de l'équipe du Sénégal : 4
- Victoires de l'équipe du Mozambique : 0
- Match nul : 1

### Seychelles
| Date          | Lieu               | Match                   | Score | Compétition       |
| 28 avril 2007 | Maputo, Mozambique | Mozambique - Seychelles | 2-0   | Coupe COSAFA 2007 |

### Soudan du Sud

#### Confrontations
Confrontations entre le Mozambique et le Soudan du Sud :
|   | Date        | Lieu     | Match                      | Score | Compétition                                                    |
| - | ----------- | -------- | -------------------------- | ----- | -------------------------------------------------------------- |
| 1 | 18 mai 2014 | Maputo   | Mozambique - Soudan du Sud | 5-0   | Qualifications à la Coupe d'Afrique des nations 2015 (2e tour) |
| 2 | 30 mai 2014 | Khartoum | Soudan du Sud - Mozambique | 0-0   | Qualifications à la Coupe d'Afrique des nations 2015 (2e tour) |

#### Bilan
Au 4 mai 2019 :
- Total de matchs disputés : 2
- Victoires du Mozambique : 1
- Matchs nuls : 1
- Victoires du Soudan du Sud : 0
- Total de buts marqués par le Mozambique : 5
- Total de buts marqués par le Soudan du Sud : 0